# Fome de Tudo
| Críticas profissionais | Críticas profissionais |
| Avaliações da crítica  | Avaliações da crítica  |
| Fonte                  | Avaliação              |
| ---------------------- | ---------------------- |
| Rolling Stone Brasil   | favorável              |
| Folha de S.Paulo       | ótimo                  |
| Território da Música   | [ 3 ]                  |

Fome de Tudo é o sétimo álbum de estúdio da banda pernambucana de manguebeat Nação Zumbi, lançado em 27 de outubro de 2007 e produzido por Mário Caldato Jr. (Beastie Boys, Beck, Marcelo D2).

## Faixas
| N.º | Título                                                              | Compositor(es)                | Duração |  |
| 1.  | "Bossa Nostra"                                                      | Nação Zumbi                   | 3:33    |  |
| 2.  | "Infeste"                                                           | dü Peixe/Dengue/Lúcio/Pupillo | 3:32    |  |
| 3.  | "Carnaval"                                                          | Nação Zumbi                   | 3:31    |  |
| 4.  | "Inferno" (Participação especial: CéU)                              | Nação Zumbi                   | 4:49    |  |
| 5.  | "Nascedouro"                                                        | Nação Zumbi/Rica Amabis       | 3:34    |  |
| 6.  | "Onde Tenho que ir"                                                 | dü Peixe/Dengue/Lúcio/Pupillo | 5:03    |  |
| 7.  | "Assustado" (Participação especial: Money Mark)                     | Nação Zumbi                   | 4:30    |  |
| 8.  | "Fome de Tudo"                                                      | Nação Zumbi                   | 3:32    |  |
| 9.  | "Toda Surdez será Castigada" (Participação especial: Junio Barreto) | Nação Zumbi/Junio Barreto     | 3:21    |  |
| 10. | "A Culpa"                                                           | Nação Zumbi                   | 3:02    |  |
| 11. | "Originais do Sonho"                                                | Nação Zumbi/Rodrigo Branão    | 2:59    |  |
| 12. | "No Olimpo"                                                         | Nação Zumbi                   | 4:54    |  |

## Créditos

### Nação Zumbi
- Jorge du Peixe: Vocal, sampler e percussão
- Lúcio Maia: Guitarras, microkorg, cítara, violão e programações
- Alexandre Dengue: Baixo
- Gilmar Bola 8: Alfaia e percussão
- Pupillo: Bateria, programações, alfaia e percussão
- Toca Ogan: Percussão e voz

### Músicos convidados
- Junio Barreto: backing vocal em "Carnaval"
- Gustavo da lua: Alfaia e percussão
- Jeneci: Órgão Hammond na faixa 1, "Bossa Nostra", e Órgão National na faixa 3, "Carnaval"
- Buguinha Dub: Mola na faixa 2, "Infeste"
- Guizadoman: Trompete em "Carnaval" e na faixa 8, "Toda Surdez será castigada"
- Orquestra Popular do Recife: Arranjo de metais na faixa 5, "Nascedouro"
  - Maestro Ademir Araújo
  - Ivan do Espírito Santo: Sax Alto
  - Aluízio Sales: Sax Tenor
  - Sinezio Rodrigues: Trompete
  - Batista: Trombone
- DJ Nuts: Programação e cuts no interlude da faixa 6, "Onde Tenho que ir"
- Mário Caldato Jr.: Assovio em "Onde Tenho que ir"
- Money Mark: Clavinete na faixa 7, "Assustado"
- Daniel Bózio: Sample na faixa 11, "Originais do Sonho"
- Lucas Raele: Arranjo de cordas na faixa 12, "No Olimpo"